# Saman Ghoddos
Seyed Saman Ghoddos, född 6 september 1993 i Oxie, Malmö, är en svensk-iransk fotbollsspelare som spelar för Brentford i engelska Premier League och Irans landslag.

## Klubbkarriär
Ghoddos moderklubb är BK Vången. Därefter spelade han för FC Malmö, vilka han 2007 lämnade för att i stället spela för IF Limhamn Bunkeflo. 2011–2012 spelade han över 40 matcher för klubbens A-lag i division 1 Södra. Inför säsongen 2013 skrev han på för Trelleborgs FF. Han spelade 18 matcher och gjorde ett mål för klubben i division 1 Södra 2013. 
I februari 2014 skrev Ghoddos på för Syrianska FC. Han debuterade för klubben i premiären av Superettan 2014 mot IK Sirius, en match som slutade med en 1–5-förlust för Syrianska. I december 2015 värvades Ghoddos av Östersunds FK. Ghoddos gjorde allsvensk debut den 4 april 2016 mot Hammarby IF (1–1), där han även gjorde Östersunds första mål i Allsvenskan. I november 2017 vann han Allsvenskans stora pris som årets anfallare.
Efter många transferrykten värvades Ghoddos den 23 augusti 2018 av den franska Ligue 1-klubben Amiens. Övergångssumman rapporterades av olika källor ligga mellan 40 och 60 miljoner kronor. Den högre summan skulle göra Ghoddos till den tredje dyraste allsvenska exporten någonsin. Två dagar efter övergången debuterade han genom att spela från start och göra 2–0-målet när Reims hemmabesegrades med 4–1.
Den 21 september 2020 lånades Ghoddos ut till engelska Brentford. Den 14 januari 2021 värvades Ghoddos av Brentford, där han skrev på ett 2,5-årskontrakt.

## Landslagskarriär
Den 8 januari 2017 debuterade Ghoddos i Sveriges A-landslag i en 2–1-förlust mot Elfenbenskusten, där han blev inbytt i den 74:e minuten mot Oscar Lewicki.
Den 9 november 2017 gjorde Ghoddos mål i debuten för iranska landslaget, sedan han tidigare under hösten 2017 valt att spela för Iran.
Ghoddos spelade alla tre av Irans gruppspelsmatcher i VM i Ryssland 2018, i samtliga fall som inhoppare. Iran slutade med fyra poäng på tredje plats i gruppen och nådde därmed inte åttondelsfinal.